# Pseudasthenes cactorum
Pseudasthenes cactorum е вид птица от семейство Furnariidae.

## Разпространение
Видът е разпространен в Перу.